# Morimopsis assamensis
Morimopsis assamensis là một loài bọ cánh cứng trong họ Cerambycidae.